# پوله‌وودکا
پوله‌وودکا (به لاتین: Polevodka) یک منطقهٔ مسکونی در روسیه است که در جمهوری آلتای واقع شده‌است.